# 奥兰·卡斯尔
奥兰·卡斯尔（英語：Ollan Cassell，1937年10月5日—），美国男子田径运动员，主攻短跑。他曾代表美国参加1964年夏季奥林匹克运动会田径比赛，获得男子4×400米接力金牌。